# Jennelt
Das Dorf Jennelt gehört zur ostfriesischen Gemeinde Krummhörn. Es liegt zwischen Pewsum und Eilsum an der Landesstraße L 4. Jennelt hat 362 Einwohner (Stand: 31. Dezember 2012), die zu über 90 Prozent der evangelisch-reformierten Kirche angehören. Die Dorffläche umfasst rund 357 Hektar. Ein sogenanntes Tief, das von Eilsum über Uttum nach Beewenburg führt, verbindet Jennelt mit dem ostfriesischen Wasserstraßennetz.

## Lage
Jennelt ist eines von 19 Dörfern, die die Gemeinde Krummhörn bilden und liegt 11,7 Kilometer Luftlinie vom Emder Stadtzentrum entfernt. Der Krummhörner Hauptort Pewsum befindet sich zirka vier Kilometer südwestlich. Innerhalb des Dorfes mündet die Kreisstraße K 229 (Uttumer Straße) in die niedersächsische Landesstraße L 4 (Eilsumer Straße).

## Etymologie
Die Bezeichnung Jennelt ist wahrscheinlich abgeleitet von dem Namen Geinleth. Dieser Name bedeutet „jenseits des Wasserlaufes“. Spätere Schreibweisen des Ortsnamens waren Geenlede, Jennlede, Jennlete und Jennlet, aus dem sich dann schließlich der heutige Name Jennelt entwickelte.

## Geschichte
Jennelt gehörte zum Besitz der Häuptlingsfamilie Beninga von Grimersum, die dort ein Steinhaus besaß. Die das Dorf umfassende Herrlichkeit Jennelt gehörte dann der Familie von Ewsum, die sie vor 1599 an einen Nachfahren der Beninga-Häuptlinge, Wilhelm zu Innhausen und Knyphausen, verkaufte. Bis ins 20. Jahrhundert verblieb Jennelt als Fideikommiss bei diesem urfriesischen Geschlecht.
Mit Ostfriesland kam die Herrlichkeit Jennelt im Jahr 1744 zu Preußen. Aus preußischen Statistiken der Jahre 1805/06 geht hervor, dass es in jenen Jahren in der Herrlichkeit sieben Bewohner ganzer Plätze und einen Bewohner eines halben Platzes, also eines kleineren Hofs, gab. Hinzu kamen 19 Warfsleute, Kötter und Hausleute. Neben einem Beamten der Herrlichkeit gab es einen Prediger und dessen Küster. Die Einwohnerzahl der Herrlichkeit betrug 207. Zur Landwirtschaft trat das Gewerbeleben hinzu, das aufgrund der geringen Größe der Herrlichkeit jedoch nicht so ausgeprägt war wie in anderen Herrlichkeiten oder Marktflecken und auch geringer war als in den umliegenden amtsangehörigen Dörfern. So gab es im Handwerk sechs Leineweber, je drei Müller, Maurer und Schuster sowie je einen Schmied, Schneider, Bäcker und Kalkbrenner. Den Verkehr übernahm ein Dorfschiffer. In der Landwirtschaft waren 159 Stück Rindvieh zu verzeichnen (darunter 55 Stück Jungvieh), 159 Schafe, elf Schweine und 58 Pferde. Im Ackerbau konzentrierten sich die Landwirte auf Kartoffel- und vor allem Rapsanbau, in geringerem Umfang auch Weizen, Roggen, Gerste, Hafer sowie zusätzlich Erbsen und Bohnen.
Bis zur endgültigen gesetzlichen Abschaffung der Patrimonialgerichtsbarkeit in Hannover 1858 (größtenteils jedoch bereits per Verordnung im Jahre 1821) unterstanden die Einwohner der Herrlichkeit dem Patrimonialgericht in Lütetsburg als Sitz der zu Inn- und Knyphausens.
Bei der hannoverschen Ämterreform 1852 wurde die Herrlichkeit Jennelt dem Amt Greetsiel (mit Sitz in Pewsum) zugeschlagen. Im Zuge der hannoverschen Ämterreform 1859 wurde das Amt Greetsiel aufgelöst und dem Amt Emden zugeschlagen, Jennelt gehörte seitdem zum letztgenannten. Bei der preußischen Kreisreform 1885 wurde aus dem Amt Emden der Landkreis Emden gebildet, dem Jennelt danach angehörte.
Jahrhundertelang waren die natürlichen Tiefs und die Entwässerungskanäle, die die Krummhörn in einem dichten Netz durchziehen, der wichtigste Verkehrsträger. Über Gräben und Kanäle waren nicht nur die Dörfer, sondern auch viele Hofstellen mit der Stadt Emden und dem Hafenort Greetsiel verbunden. Besonders der Bootsverkehr mit Emden war von Bedeutung. Dorfschiffer übernahmen die Versorgung der Orte mit Gütern aus der Stadt und lieferten in der Gegenrichtung landwirtschaftliche Produkte: „Vom Sielhafenort transportierten kleinere Schiffe, sogenannte Loogschiffe, die umgeschlagene Fracht ins Binnenland und versorgten die Marschdörfer (loog = Dorf). Bis ins 20. Jahrhundert belebten die Loogschiffe aus der Krummhörn die Kanäle der Stadt Emden.“
Torf, der zumeist in den ostfriesischen Fehnen gewonnen wurde, spielte über Jahrhunderte eine wichtige Rolle als Heizmaterial für die Bewohner der Krummhörn. Die Torfschiffe brachten das Material auf dem ostfriesischen Kanalnetz bis in die Dörfer der Krummhörn, darunter auch nach Jennelt. Auf ihrer Rückfahrt in die Fehnsiedlungen nahmen die Torfschiffer oftmals Kleiboden aus der Marsch sowie den Dung des Viehs mit, mit dem sie zu Hause ihre abgetorften Flächen düngten.
Im April 1919 kam es zu sogenannten „Speckumzügen“ Emder Arbeiter, an die sich Landarbeiterunruhen anschlossen. Zusammen mit dem Rheiderland war der Landkreis Emden der am stärksten von diesen Unruhen betroffene Teil Ostfrieslands. Arbeiter brachen in geschlossenen Zügen in die umliegenden Dörfer auf und stahlen Nahrungsmittel bei Bauern, wobei es zu Zusammenstößen kam. Die Lage beruhigte sich erst nach der Entsendung von in der Region stationierten Truppen der Reichswehr. Als Reaktion darauf bildeten sich in fast allen Ortschaften in der Emder Umgebung Einwohnerwehren. Die Einwohnerwehr Jennelts umfasste 30 Personen. Diese verfügten über 15 Waffen. Aufgelöst wurden die Einwohnerwehren erst nach einem entsprechenden Erlass des preußischen Innenministers Carl Severing am 10. April 1920.
Am 1. Juli 1972 wurde Jennelt in die neue Gemeinde Krummhörn eingegliedert.

## Sehenswürdigkeiten

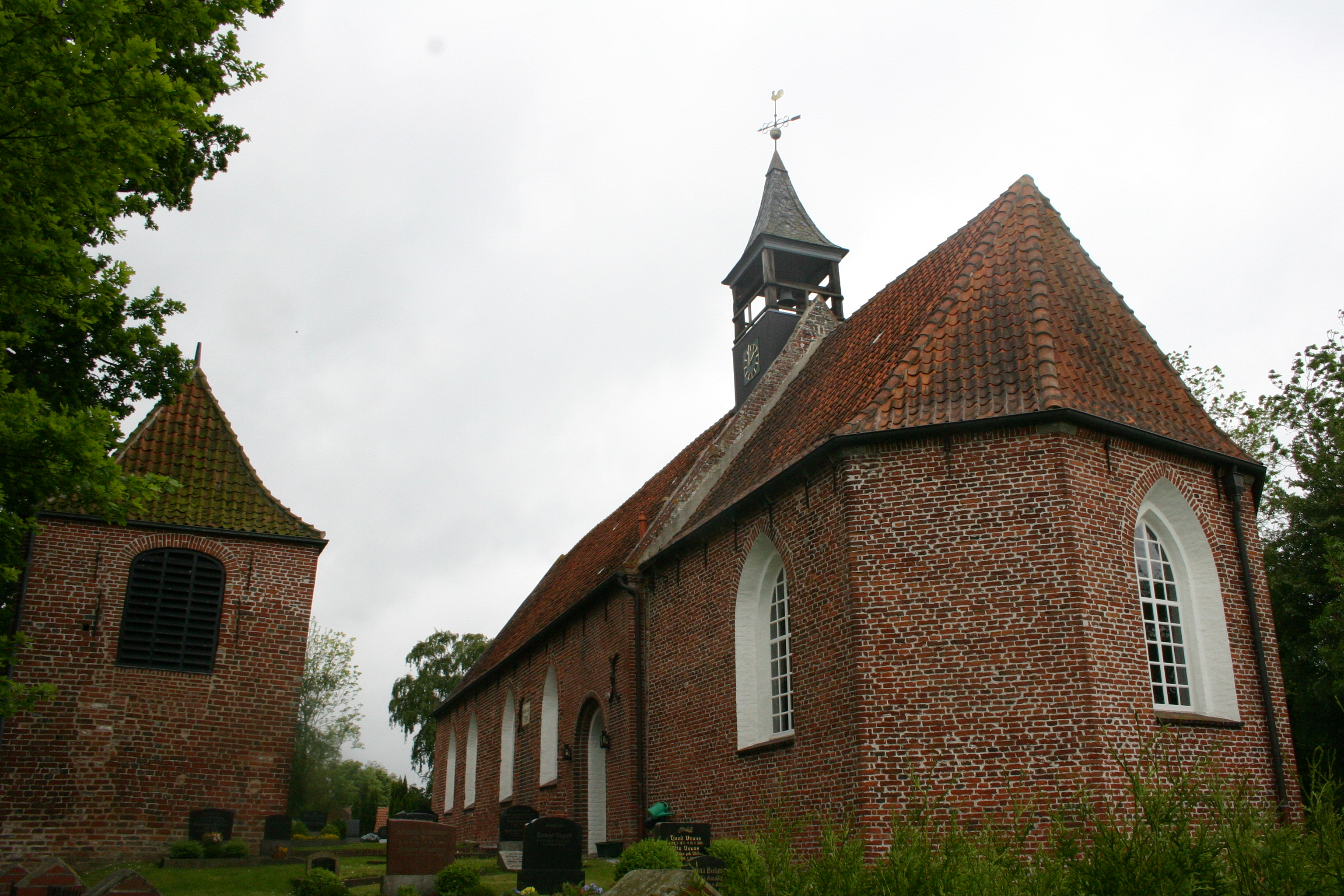
Reformierte Kirche Jennelt

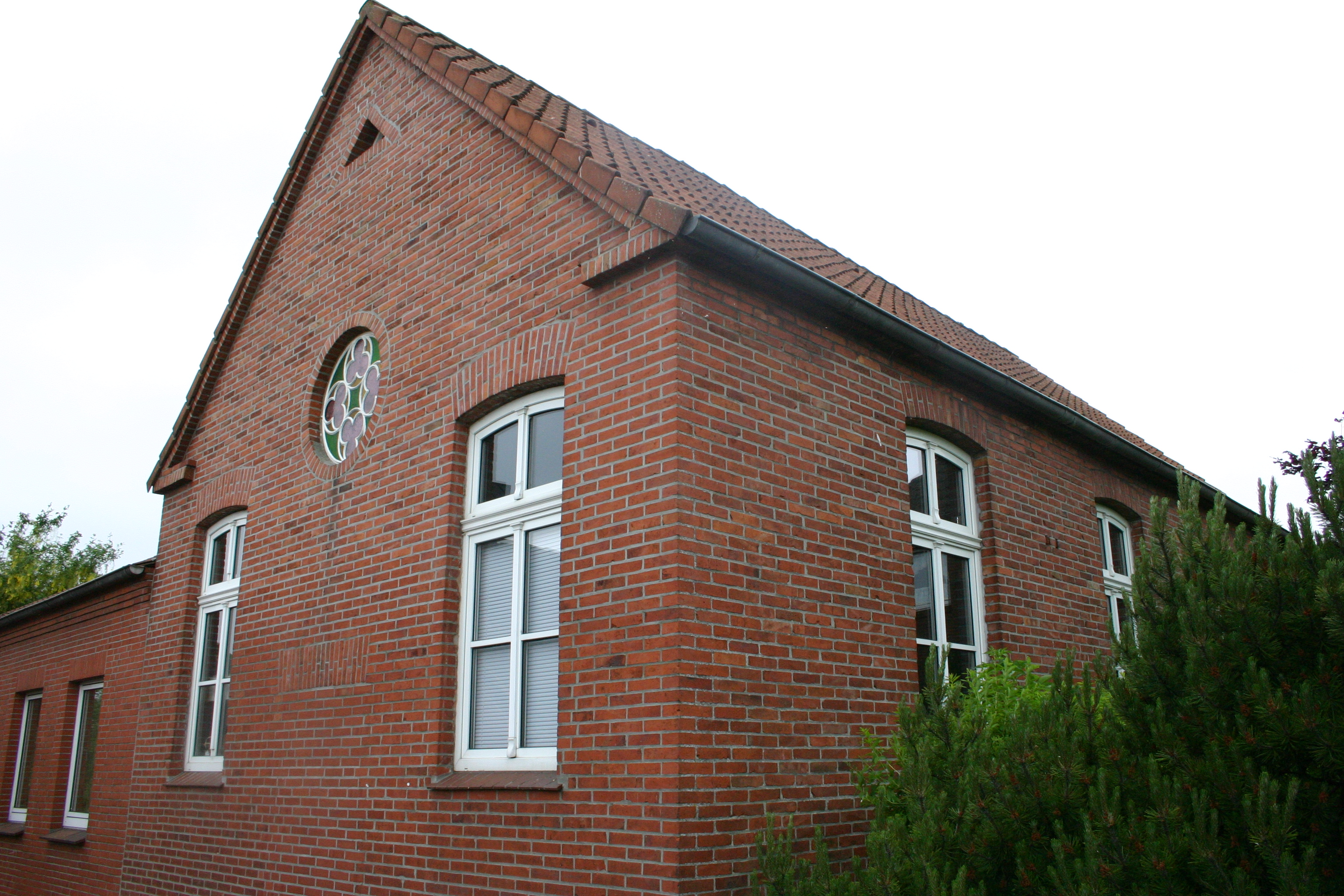
Baptistenkapelle Jennelt

- Evangelisch-reformierte Jennelter Kirche, erbaut um 1300, mit Grablege der Adelsfamilie Innhausen und Knyphausen und der letzten erhaltenen Orgel des Orgelbauers Johann Friedrich Constabel.
- Kapelle der Evangelisch-Freikirchlichen Gemeinde Jennelt (Baptisten). Das um 1900 zum Gotteshaus umgebaute Gebäude war ursprünglich ein Pferdestall.

## Verkehr
Das Jennelter Tief war bis zum Ausbau der Straßeninfrastruktur in der Krummhörn am Ende des 19. Jahrhunderts die wichtigste Verkehrsanbindung des Ortes. Es handelt sich um einen kurzen Stichkanal zum Uttumer Tief, das seinerseits die Verbindung zum Alten Greetsieler Sieltief und damit sowohl zum Sielhafenort Greetsiel als auch nach Emden darstellte. Im Straßenverkehr wird Jennelt durch die Landesstraße 4 (Pewsum–Norden) angebunden. Die nächstgelegene Autobahnauffahrt ist die Anschlussstelle Emden-Mitte an der A 31.

## Persönlichkeiten
- Dodo Freiherr zu Innhausen und Knyphausen (1583–1636), bekannter Feldherr des Dreißigjährigen Krieges
- Diedrich Janßen-Jennelt (1889–1983), Lehrer und Maler[12]
- Enno Popkes (1904–1959), Orgelsachverständiger und Kirchenmusiker

## Bildung

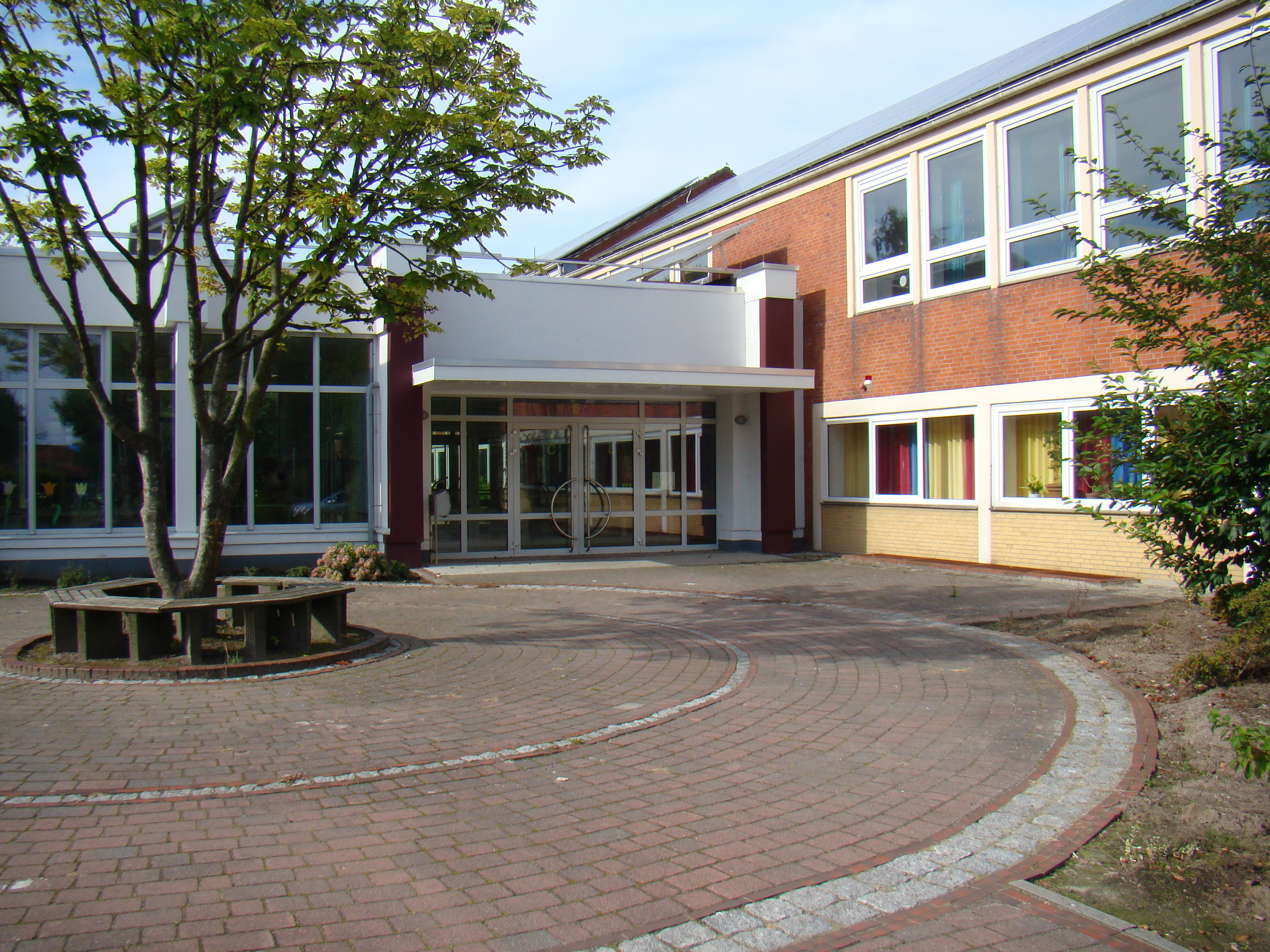
Grundschule Jennelt

Die Jennelter Gemeinschaftsschule wurde 1979 in eine Grundschule überführt. Seit 1997 ist sie eine Integrationsschule. Ein 1995 gegründeter Förderverein aus Lehrern und Eltern unterstützt schulische Aktivitäten.